# ニカラグアの世界遺産
ニカラグアの世界遺産 （ニカラグアのせかいいさん）はユネスコの世界遺産に登録されているニカラグア国内の文化・自然遺産。
※この項目はウィキプロジェクト 世界遺産に準じて作成されています

## 文化遺産
- レオン・ビエホ遺跡群 - (2000年)
- レオン大聖堂 - （2011年）

## 自然遺産
なし

## 複合遺産
なし